# Elecciones municipales de Huamanga de 2006
Las elecciones municipales de Huamanga de 2006 se llevaron a cabo el 19 de noviembre de 2006 para elegir al alcalde y al Concejo Provincial de Huamanga para el periodo 2007-2010. La elección se celebró simultáneamente con elecciones regionales y municipales (provinciales y distritales) en todo el Perú.

## Sistema electoral
La Municipalidad Provincial de Huamanga es el órgano administrativo y de gobierno de la provincia de Huamanga. Está compuesta por el alcalde y el Concejo Provincial.
La votación del alcalde y el concejo se realiza en base al sufragio universal, que comprende a todos los ciudadanos nacionales mayores de dieciocho años, empadronados y residentes en la provincia de Huamanga y en pleno goce de sus derechos políticos, así como a los ciudadanos no nacionales residentes y empadronados en la provincia de Huamanga.
El Concejo Provincial de Huamanga está compuesto por 11 regidores elegidos por sufragio directo para un período de cuatro (4) años, en forma conjunta con la elección del alcalde (quien lo preside). La votación es por lista cerrada y bloqueada. Se asigna a la lista ganadora los escaños según el método d'Hondt o la mitad más uno, lo que más le favorezca.

## Composición del Concejo Provincial de Huamanga
La siguiente tabla muestra la composición del Concejo Provincial de Huamanga antes de las elecciones.
| Partidos | Partidos                                      | Regidores |
| -------- | --------------------------------------------- | --------- |
|          | Partido Aprista Peruano                       | 7         |
|          | Lista Independiente Movimiento INTI           | 1         |
|          | Movimiento Independiente Integración Regional | 1         |
|          | Acción Popular                                | 1         |
|          | Perú Posible                                  | 1         |

## Partidos y candidatos
A continuación se muestra una lista de los principales partidos y alianzas electorales que participaron en las elecciones:
| Candidatura | Candidatura | Partidos y alianzas                                                                        | Candidatos | Candidatos                        | Ideología                                                          | Resultado previo | Resultado previo | Ref. |
| Candidatura | Candidatura | Partidos y alianzas                                                                        | Candidatos | Candidatos                        | Ideología                                                          | Votos (%)        | Reg.             | Ref. |
| ----------- | ----------- | ------------------------------------------------------------------------------------------ | ---------- | --------------------------------- | ------------------------------------------------------------------ | ---------------- | ---------------- | ---- |
|             | APRA        | Lista - Partido Aprista Peruano (APRA)                                                     |            | Vilma Valenzuela Tapia de Schimpf | Aprismo                                                            | 14.69%           | 7                |      |
|             | MIRE        | Lista - Movimiento Independiente Innovación Regional (MIRE)                                |            | Germán Martinelli Chuchón         | Regionalismo ayacuchano                                            | 10.96%           | 1                |      |
|             | AP          | Lista - Acción Popular (AP)                                                                |            | Mario Acosta Quispe               | Humanismo Nacionalismo cívico Reformismo                           | 9.15%            | 1                |      |
|             | PP          | Lista - Perú Posible (PP)                                                                  |            | Gerardo Ludeña Gonzalez           | Socioliberalismo Democracia liberal Tercera vía                    | 8.23%            | 1                |      |
|             | RA          | Lista - Renacimiento Andino (RA)                                                           |            | Walter Retamozo Gálvez            | Indigenismo Plurinacionalismo Socialdemocracia                     | 6.38%            | 0                |      |
|             | UN          | Lista - Unidad Nacional (UN) – Partido Popular Cristiano (PPC) – Solidaridad Nacional (SN) |            | José Quispe Pérez                 | Democracia cristiana Conservadurismo Neoliberalismo                | 5.83%            | 0                |      |
|             | UPP         | Lista - Unión por el Perú (UPP)                                                            |            | Edelmira Zúñiga Paredes           | Nacionalismo de izquierda Socialdemocracia                         | Nuevo            | Nuevo            |      |
|             | Sí Cumple   | Lista - Agrupación Independiente Sí Cumple (Sí Cumple)                                     |            | Carlos Ruiz Ayala                 | Fujimorismo Populismo de derecha                                   | Nuevo            | Nuevo            |      |
|             | APP         | Lista - Alianza para el Progreso (APP)                                                     |            | Nigoen Huamaní Quispe             | Liberalismo económico Conservadurismo liberal Populismo de derecha | Nuevo            | Nuevo            |      |
|             | PNP         | Lista - Partido Nacionalista Peruano (PNP)                                                 |            | Alejandro Córdova La Torre        | Socialismo democrático Nacionalismo de izquierda                   | Nuevo            | Nuevo            |      |
|             | FRA         | Lista - Frente Regional Ayacucho (FRA)                                                     |            | Rigoberto García Ortega           | Regionalismo ayacuchano                                            | Nuevo            | Nuevo            |      |
|             | QT          | Lista - Qatun Tarpuy (QT)                                                                  |            | Demetrio Sauñe Rojas              | Regionalismo ayacuchano                                            | Nuevo            | Nuevo            |      |

## Resultados

### Sumario general
| |                                                      |              |              |              |           |           |  |  |
| Partidos y coaliciones | Partidos y coaliciones                               | Voto popular | Voto popular | Voto popular | Regidores | Regidores |  |  |
| Partidos y coaliciones | Partidos y coaliciones                               | Votos        | %            | ±pp          | Total     | +/−       |  |  |
| | Movimiento Independiente Innovación Regional (MIRE)1 | 18,998       | 19.83        | +8.87        | 7         | +6        |  |  |
| | Frente Regional Ayacucho (FRA)                       | 14,178       | 14.80        | Nuevo        | 1         | +1        |  |  |
| | Partido Nacionalista Peruano (PNP)                   | 12,868       | 13.43        | Nuevo        | 1         | +1        |  |  |
| | Agrupación Independiente Sí Cumple (Sí Cumple)       | 10,988       | 11.47        | Nuevo        | 1         | +1        |  |  |
| | Partido Aprista Peruano (APRA)                       | 8,615        | 8.99         | –5.70        | 1         | –6        |  |  |
| | Qatun Tarpuy (QT)                                    | 8,557        | 8.93         | Nuevo        | 0         | ±0        |  |  |
| | Unión por el Perú (UPP)                              | 7,507        | 7.84         | n/a          | 0         | ±0        |  |  |
| | Renacimiento Andino (RA)                             | 4,286        | 4.47         | –1.91        | 0         | ±0        |  |  |
| | Perú Posible (PP)                                    | 3,265        | 3.41         | –4.82        | 0         | –1        |  |  |
| | Alianza para el Progreso (APP)                       | 2,588        | 2.70         | Nuevo        | 0         | ±0        |  |  |
| | Acción Popular (AP)                                  | 1,981        | 2.07         | –7.08        | 0         | –1        |  |  |
| | Unidad Nacional (UN)                                 | 1,960        | 2.05         | –3.78        | 0         | ±0        |  |  |
| |                                                      |              |              |              |           |           |  |  |
| Total | Total                                                | 95,791       |              |              | 11        | ±0        |  |  |
| |                                                      |              |              |              |           |           |  |  |
| Votos válidos | Votos válidos                                        | 95,791       | 82.73        | +5.22        |           |           |  |  |
| Votos en blanco | Votos en blanco                                      | 9,580        | 8.27         | –2.25        |           |           |  |  |
| Votos nulos | Votos nulos                                          | 10,422       | 9.00         | –2.97        |           |           |  |  |
| Votos emitidos | Votos emitidos                                       | 115,793      | 86.59        | +4.22        |           |           |  |  |
| Abstenciones | Abstenciones                                         | 17,934       | 13.41        | –4.22        |           |           |  |  |
| Votantes registrados | Votantes registrados                                 | 133,727      |              |              |           |           |  |  |
| |                                                      |              |              |              |           |           |  |  |
| Fuente: |                                                      |              |              |              |           |           |  |  |
| Notas al pie: 1 Comparado con los resultados de Movimiento Independiente Integración Regional (MIRE) en las elecciones de 2002. |                                                      |              |              |              |           |           |  |  |
| Notas al pie: |                                                      |              |              |              |           |           |  |  |
| 1 Comparado con los resultados de Movimiento Independiente Integración Regional (MIRE) en las elecciones de 2002.               |                                                      |              |              |              |           |           |  |  |

## Elecciones municipales distritales

### Resultados por distrito
La siguiente tabla enumera el control de los distritos de la provincia de Huamanga. El cambio de mando de una organización política se resalta del color de ese partido.
| Distrito            | Alcalde(sa) titular        | Partido político | Partido político                | Alcalde(sa) electo(a)      | Partido político | Partido político         |
| ------------------- | -------------------------- | ---------------- | ------------------------------- | -------------------------- | ---------------- | ------------------------ |
| Acocro              | Tomas Cabrera Risco        |                  | Unidad Nacional                 | Auberto Morote Enciso      |                  | Partido Aprista Peruano  |
| Acos Vinchos        | Victor Castro Chuñocca     |                  | Vamos Vecino                    | Flor Pérez Barreto         |                  | Innovación Regional      |
| Carmen Alto         | Máximo Guillén Maldonado   |                  | Vista Alegre                    | Marcelino Paucca Cancho    |                  | Innovación Regional      |
| Chiara              | Teodoro Gómez Huaytalla    |                  | Zona Sur - Chiara               | Juan Ayala Bautista        |                  | Frente Regional Ayacucho |
| Jesús Nazareno      | Pánfilo Huancahuari Tueros |                  | Siempre Unidos                  | Pánfilo Huancahuari Tueros |                  | Innovación Regional      |
| Ocros               | Félix Antezana Lahuana     |                  | Somos Perú                      | Ángel Gutiérrez de la Cruz |                  | Restauración Nacional    |
| Pacaycasa           | Paulino Amao Núñez         |                  | Acción Popular                  | Paulino Amao Núñez         |                  | Acción Popular           |
| Quinua              | Susano Mendoza Pareja      |                  | Integración Regional            | Otilia Chávez Gutiérrez    |                  | Qatun Tarpuy             |
| San José de Ticllas | Alejandro Sulca Quispe     |                  | Perú Posible                    | Édgar Sulca León           |                  | Alianza para el Progreso |
| San Juan Bautista   | Salomón Aedo Mendoza       |                  | Desarrollo de San Juan Bautista | Salomón Aedo Mendoza       |                  | Desarrollo de San Juan   |
| Santiago de Pischa  | Benedicto Cuadros Jorge    |                  | Movimiento INTI                 | Pelayo Santiago Pareja     |                  | Unión por el Perú        |
| Socos               | Samuel Palomino Fernández  |                  | Fuerza Democrática              | Edgar Cristan Meneses      |                  | Siempre Unidos           |
| Tambillo            | Néstor Curahua Anaya       |                  | Partido Aprista Peruano         | Arturo Quispe Solórzano    |                  | Innovación Regional      |
| Vinchos             | Demetrio Sauñe Rojas       |                  | Llamkasun Ayacucho              | Paulino Oré Flores         |                  | Renacimiento Andino      |